# Однобічник шилоподібний
Однобічник шилоподібний (Pleuridium subulatum) — вид мохів порядку дикранальних (Dicranales).

## Поширення
Батьківщиною є Європа, Африка, Північна Америка, Азія, Нова Зеландія.
Населяє пучки на вологому піщаному ґрунті в придорожніх канавах і вологих біотопах; від низьких до помірних висот.

## Характеристика
Стеблові листки від простих до прямовисних, розпростерті, увігнуті; проксимальні листки дрібні, шилуваті, 0.38–0.8 × 0.15–0.23 мм, цілокраї проксимально, мінімально пилчасті до цілісних дистально; дистальні стеблові листки з видовжено-яйцюватою основою, верхівка шилувата, 1.03–2.13 × 0.18–0.35 мм, проксимально цілокраї, дистально рідше зубчасті. Вид автоіктичний. Коробочкові ніжки 0.25–0.53 мм. Спори 25–31.3 мкм, щільно і дрібнососкоподібні, світло-оранжево-коричневі в масі.